# الدولة الأوكرانية
الدولة الأوكرانية (بالأوكرانية: Українська Держава)‏، وتسمى أحيانًا الهتمانات الثانية (بالأوكرانية: Другий Гетьманат)‏، كانت حكومة مناهضة للشيوعية موجودة في معظم أراضي أوكرانيا الحديثة (باستثناء غرب أوكرانيا) من 29 أبريل إلى 14 ديسمبر 1918.
تم تثبيت الدولة من قبل السلطات العسكرية القيصرية الألمانية بعد تفريق المجلس المركزي ذي الميول الاشتراكية لجمهورية أوكرانيا الشعبية في 28 أبريل 1918. لقد تحولت أوكرانيا إلى ديكتاتورية مؤقتة لهيتمان الأوكراني باولو سكوروبادسكي، الذي حظر جميع الأحزاب السياسية ذات التوجه الاشتراكي، وخلق جبهة مناهضة للبلشفية. انهارت الدولة في ديسمبر 1918، عندما تم عزل سكوروبادسكي وعادت جمهورية أوكرانيا الشعبية إلى السلطة في شكل مديرية أوكرانيا.

## الجغرافيا
تقع البلاد في أوروبا الشرقية على طول الأجزاء الوسطى والسفلى من نهر دنيبر على ساحل البحر الأسود وبحر آزوف. غطت الدولة الأوكرانية معظم أراضي أوكرانيا الحديثة - باستثناء غرب أوكرانيا وشبه جزيرة القرم. امتدت أراضيها إلى ماهو اليوم روسيا وبيلاروسيا ومولدوفا وبولندا.
إلى الشمال الشرقي، أقامت أوكرانيا خط ترسيم أولي مع جمهورية جمهورية روسيا الاتحادية الاشتراكية السوفيتية، ومن الشرق كانت لها حدود مع جمهورية دون، وإلى الجنوب منها البحر الأسود وبحر آزوف، بينما كانت شبه جزيرة القرم - حكومة القرم الإقليمية - تحت سيطرة سليمان بي سلكفيج. وإلى الجنوب الغربي، على طول نهر دنيستر توجد حدودها مع مملكة رومانيا، وإلى الغرب تحد أوكرانيا القيصرية الألمانية والنمسا والمجر. إلى الشمال كانت الأراضي التي تحتلها ألمانيا في أوبر أوست وجمهورية بيلاروسيا الشعبية.

## التاريخ
قالب:تاريخ أوكرانيا

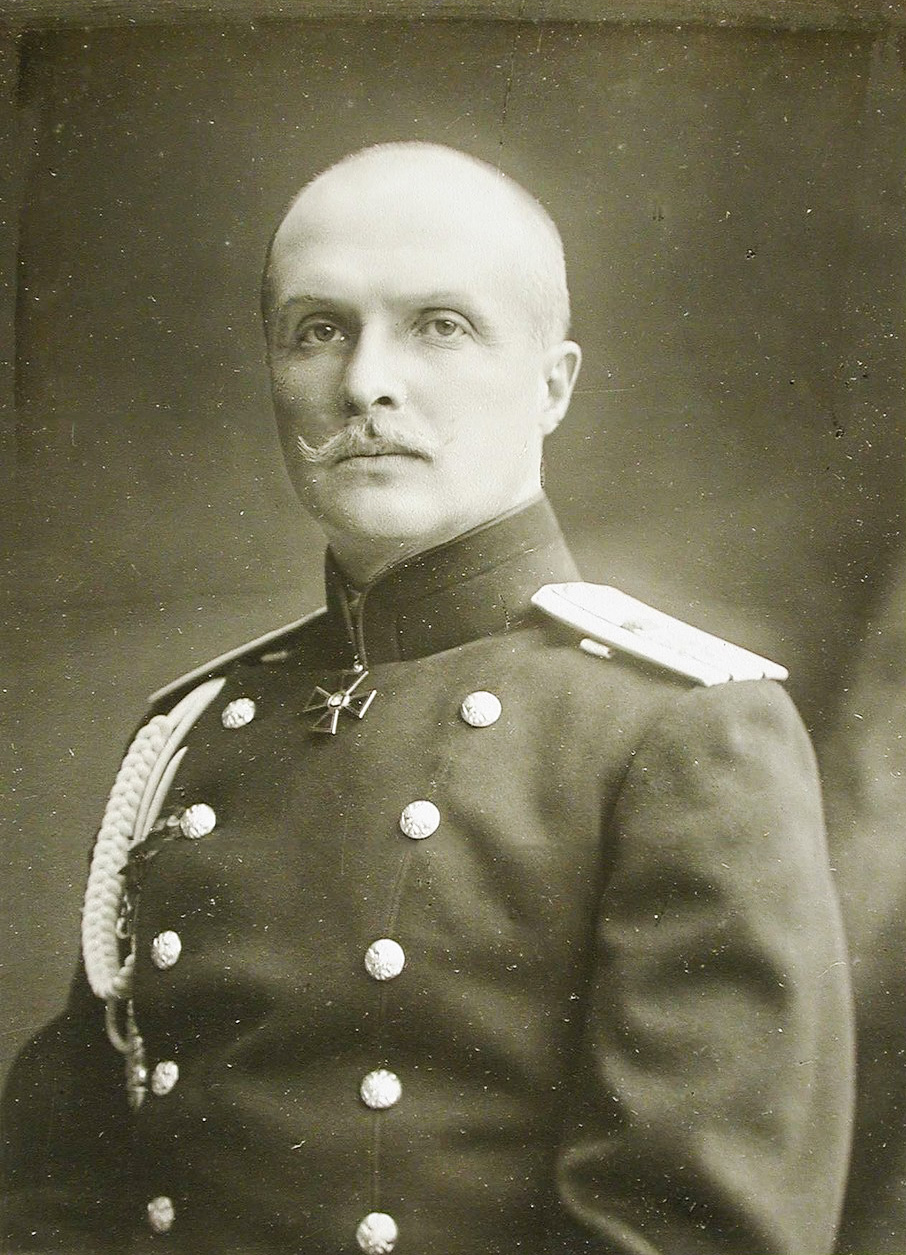
بافلو سكوروبادسكي، هيتمان أوكرانيا

نتيجة للعدوان البلشفي، سعت حكومة جمهورية أوكرانيا الشعبية التي اتبعت في البداية سياسة مناهضة للجيش إلى الحصول على الدعم العسكري بعد أن نهب ميخائيل مورافيوف العاصمة كييف في 9 يناير 1918. في 9 فبراير، وقعت أوكرانيا على معاهدة بريست ليتوفسك مع تحالف قوى المركز وبحلول مارس تمت إزالة جميع القوات البلشفية التابعة لجمهورية روسيا الاتحادية الاشتراكية السوفيتية من أراضي أوكرانيا. تم إنشاء مجموعة الجيش الألماني في كييف من أجل حماية أوكرانيا من مزيد من العدوان البلشفي برئاسة المشير الألماني هرمان فون آيكهورن.
في 25 أبريل، اشتبهت إدارة مجموعة جيش كييف في قيام حكومة فسيفولود هولوبوفيتش باختطاف أبرام دوبري (1867–1936)، رئيس بنك التجارة الخارجية في كييف. ومن خلال هذا البنك، كانت القوات المِهَنِيّة الألمانية تجري رسميًا جميع العمليات المالية مع بنك الرايخ في برلين. في اليوم التالي، أصدر آيكهورن مرسومًا يقضي بأن تخضع جميع القضايا الجنائية على أراضي أوكرانيا بشكل انتقائي للاختصاص القضائي للمحكمة العسكرية الميدانية الألمانية بدلاً من نظام المحاكم الأوكراني. في الجلسة التالية للمجلس المركزي في 29 أبريل، صرح هولوبوفيتش:
| « | "من هذا السيد دوبري؟ هل هو من رعايا الدولة الألمانية؟ لا، إنه ليس قريبًا بعيدًا ولا عرابًا، إنه غريب. ولأن ذلك الغريب الذي لا تربطه صلات قانوية بألمانيا ولم يعط موانع لإصدار مرسوم بهذا الحجم الهائل قد تم اختطافه، فقد صدر المرسوم." | » |

في نفس اليوم (29 أبريل)، انعقد مؤتمر حزبي لمنتجي الخبز يتألف من حوالي 6000 مندوب من جميع المحافظات الثماني في أوكرانيا في مبنى سيرك كييف. وعقب تلقي معلومات حول الوضع في المؤتمر من سعاة له، وصل بافلو سكوروبادسكي لاحقًا في سيارته إلى الحدث حيث تم انتخابه هيتمان أوكرانيا. بعد ذلك انتقل جميع المشاركين إلى كاتدرائية القديسة صوفيا، حيث بارك نيكوديم، فيقار رئيس كييف وجاليسيا سكوروبادسكي (تم إعدام المتروبوليت فلاديمير على يد البلاشفة). في تلك الليلة، تولى أنصار الهيتمان إدارة المبنى الحكومي للشؤون العسكرية والداخلية بالإضافة إلى بنك الدولة. في اليوم التالي، تم نزع سلاح النخبة وكذلك رماة سيتش الأكثر ولاءً للمجلس المركزي.
أصدر سكوروبادسكي بيانه (هراموتا) «إلى جميع الأمة الأوكرانية» وقانون نظام الدولة المؤقتة. ورغبة في الاستقرار، رحبت القوات النمساوية المجرية والألمانية بالانقلاب. تعاون سكوروبادسكي معهم، مما جعله لا يحظى بشعبية بين العديد من الفلاحين الأوكرانيين. احتفظت الدولة الجديدة بـتريزوب (شعار النبالة) والعلم الوطني لكنها عكست التصميم إلى اللون الأزرق الفاتح فوق الأصفر. عارض رماة سيتش الانقلاب وتم حلهم مع فرقة «المعاطف الزقاء»، وهي فرقة أوكرانية تشكلت من أسرى الحرب في ألمانيا والنمسا سميت على اسم زيهم الأزرق.
أثيرت المعارضة الداخلية بسبب مصادرة مخزون المواد الغذائية واستعادة الأراضي لملاك الأراضي الأثرياء. ارتكب معارضو نظام سكوروبادسكي أعمال إحراق وتخريب، وفي يوليو 1918 اغتالوا هرمان فون آيكهورن، قائد القوات الألمانية في أوكرانيا. في أغسطس 1918، نجح التحالف المناهض لسكوروبادسكي في إجباره على إعادة تشكيل رماة سيتش. بحلول ذلك الوقت، أصبح من الواضح أن قوى المركز قد خسرت الحرب وأن سكوروبادسكي لم يعد بإمكانه الاعتماد على دعمها. وهكذا بحث عن الدعم من العناصر الروسية المحافظة في المجتمع واقترح الانضمام إلى اتحاد مع أنطون دينيكين والحركة البيضاء. أدى هذا إلى تآكل مكانته بين الأوكرانيين.
في ديسمبر 1918، تم عزل سكوروبادسكي وتم إنشاء مديرية أوكرانيا كشكل من أشكال جمهورية أوكرانيا الشعبية.

## التقسيمات الإدارية

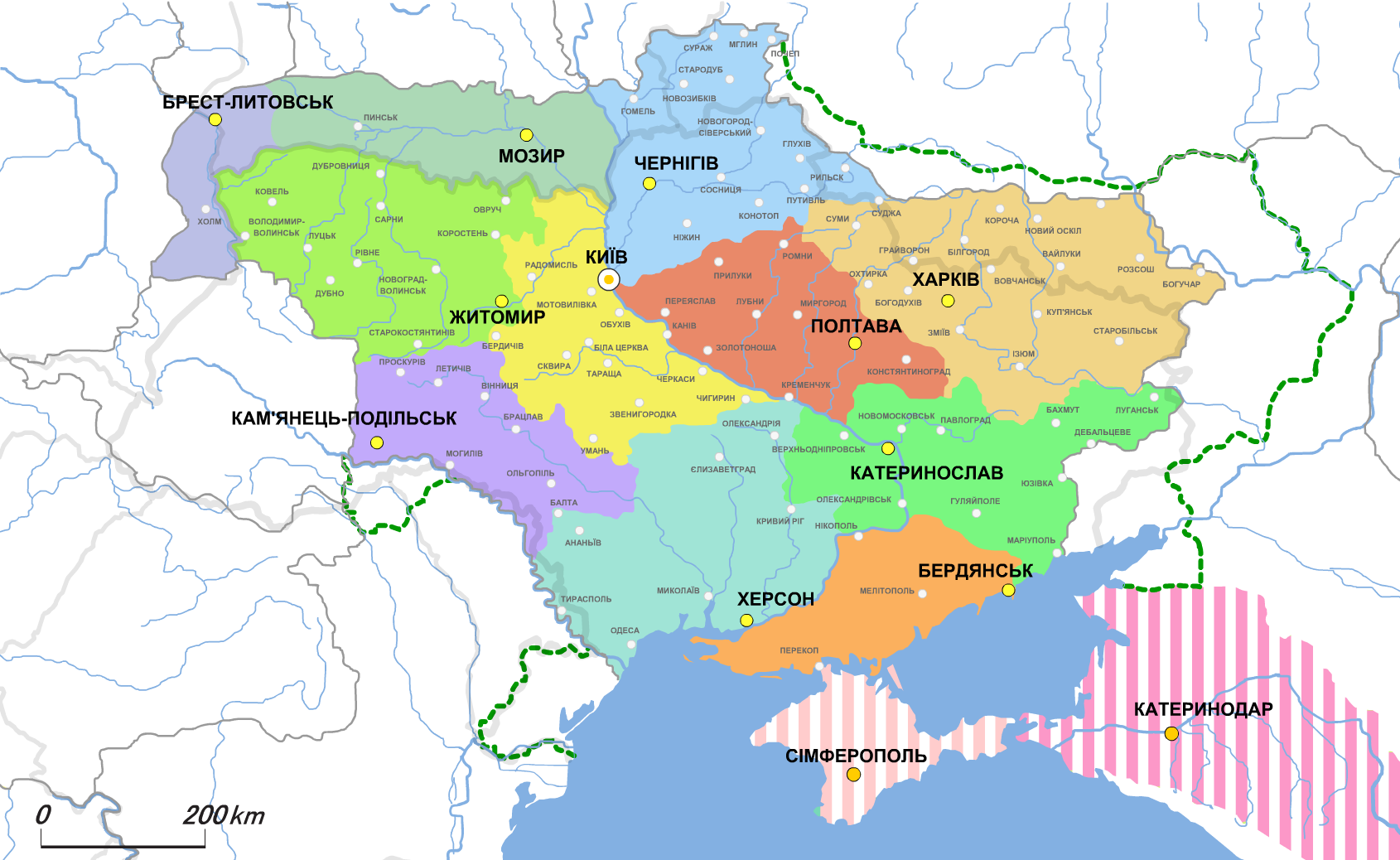
التقسيم الإداري للدولة الأوكرانية. يشير الخط الأخضر إلى مدى مطالبات الدولة الإقليمية.

| الوحدة                 | المدينة المركزية | الكبير                        |
| ---------------------- | ---------------- | ----------------------------- |
| محافظة فولهينيان       | جيتومير          | دميترو أندرو                  |
| محافظة كاترينوسلاف     | دنيبرو           | إيفان تشيرنيكوف               |
| محافظة كييف            | كييف             | إيفان كزارتوريسكي             |
| محافظة بودوليا         | كامينيتس         | سيرهي كيسيلوف                 |
| محافظة بولتافا         | بولتافا          | سيرهي إيفانينكو               |
| محافظة خاركيف          | خاركيف           | بيترو زاليسكي                 |
| محافظة خيرسون          | خيرسون           | سيمين بيشوفيتش                |
| محافظة هيل             | برست             | أولكسندر سكوروبيس يولتوكوفسكي |
| محافظة تشيرنيهيف       | تشرنيغوف         | ميكولا سافيكي                 |
| بوليسيا أوكروها        | مازير            |                               |
| تافريا أوكروها         | بيرديانسك        |                               |
| حكومة القرم الإقليميةa | سيمفروبول        |                               |
| جمهورية كوبان الشعبيةa | كراسنودار        |                               |

## الحرب الأهلية الأوكرانية

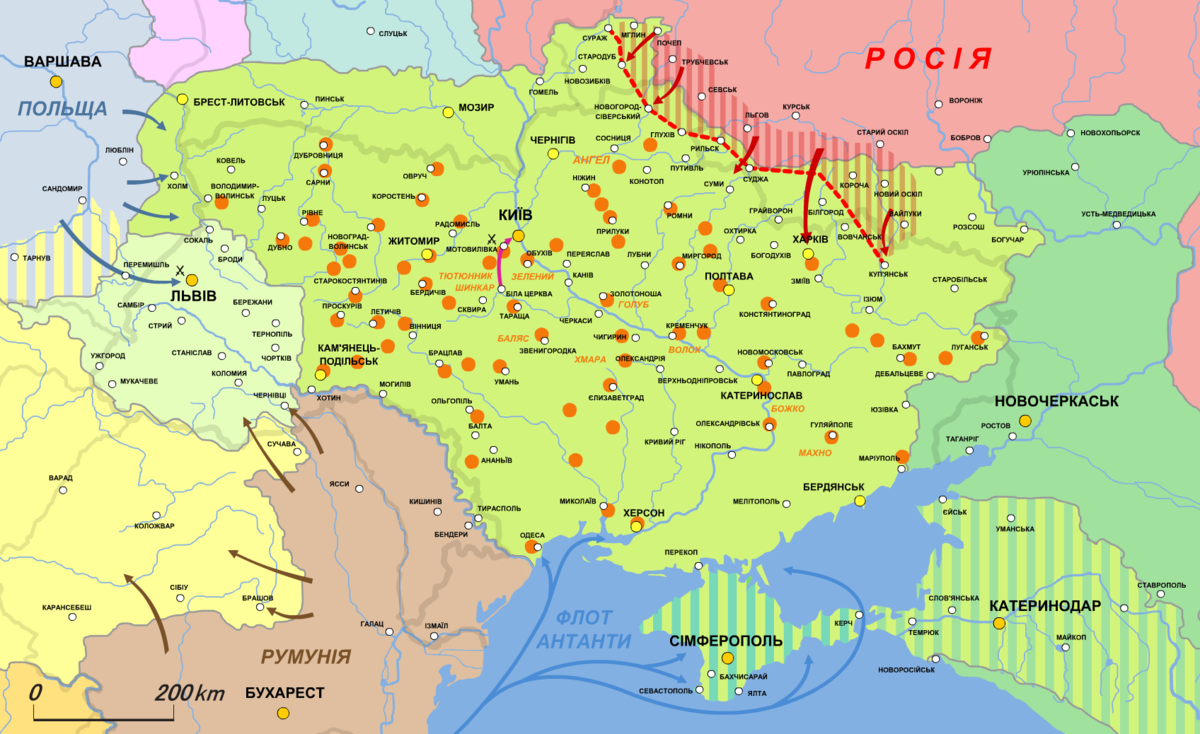
أوكرانيا في نوفمبر وديسمبر 1918
انتفاضات
خط الترسيم مع جمهورية روسيا الاتحادية الاشتراكية السوفيتية مفاوضات مع شبه جزيرة القرم وكوبان للانضمام إلى الدولة الأوكرانية
منطقة محايدة بين روسيا وأوكرانيا منصوص عليها في معاهدة بريست ليتوفسك

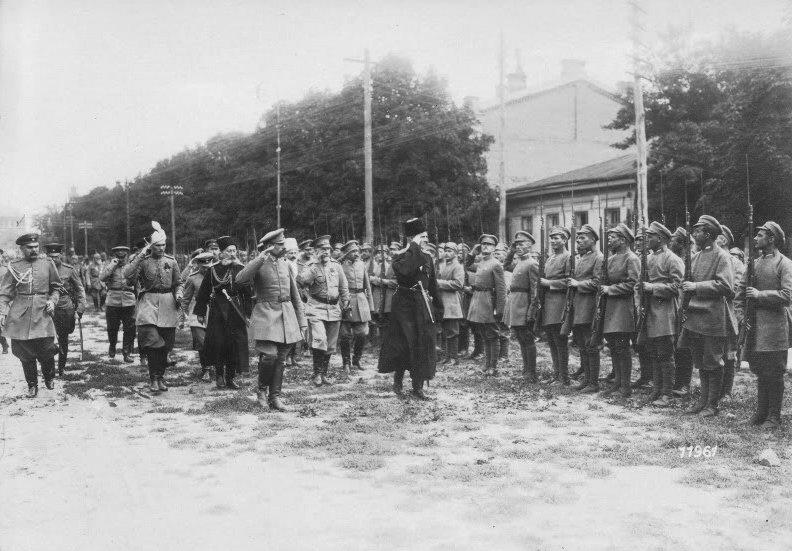
سكوروبادسكي يتفقد القوات من فرقة "المعاطف الرمادية"

يتألف جميع قادة القوات المسلحة الحكومية الأوكرانية تقريبًا من ضباط من الجيش الإمبراطوري الروسي السابق. لم يكن معظم الضباط داعمين للقضية الأوكرانية واعتبروها وسيلة لتجاوز الأوقات الصعبة. في الوقت نفسه، لم يكن لدى الجماهير العريضة إحساس متطور بالهوية الوطنية وسقطت بسهولة تحت تأثير الدعاية الاشتراكية والشيوعية.
بعد الهدنة التي أنهت الحرب العالمية الأولى، شكل الاشتراكيون الأوكرانيون مديرية أوكرانيا («المديرية»)، التي قاد قواتها رماة سيتش و«المعاطف الرمادية». ومع أن القوات الألمانية والنمساوية لم تنسحب بعد من أوكرانيا، إلا أنها لم تكن لديها مصلحة أخرى في القتال. تغيرت معظم قوات سكوروبادسكي الخاصة وانضمت إلى المديرية.
في 16 نوفمبر 1918، بدأ القتال في بيلا تسيركفا في هيتمان. كان على سكوروبادسكي اللجوء إلى الآلاف من ضباط الحرس الأبيض الروس الذين فروا إلى أوكرانيا بنية الانضمام إلى جيش دينيكين التطوعي في منطقة نهر الدون إلى الشرق. لقد تجمعوا في «فيلق خاص» ولكن ثبت عدم قدرته على مقاومة قوات المديرية بقيادة سيمون بتليورا. تخلى سكوروبادسكي عن منصبه كهيتمان في 14 ديسمبر، حيث استولى الجيش الشعبي الأوكراني على كييف. تم طرده واستبدلت الهتمانات بالحكومة المؤقتة للمديرية.

## الدين
وفقًا لـ «قوانين نظام الدولة المؤقتة الأوكراني»، احتلت الديانة المسيحية بفرعها الأرثوذكسي المركز الريادي للبلاد. في الوقت نفسه، يحق لمواطني أوكرانيا الذين ينتمون إلى طوائف أخرى اعتناق دينهم وطقوسهم.
حكمت الكنيسة الروسية الأرثوذكسية، ثم الكنيسة الأرثوذكسية المستقلة الأوكرانية، في وسط وشرق أوكرانيا. ومع ذلك، كان هناك احتكاك في غرب أوكرانيا بين الأرثوذكس والكاثوليك والروم الكاثوليك واليهود. دعمت وزارة الطوائف في الدولة الأوكرانية ومجلس الوزراء في النزاعات رجال الدين الأرثوذكس معنويًا وماديًا.
في 25 يونيو، خصصت الحكومة 3 ملايين روبل لمساعدة الكهنة الذين انتقلوا إلى فولينيا، ووخولمشينا، وغرودنو، وبودوليا، وبوليسيا، والتي تم ضمها إلى الدولة الأوكرانية. في 2 يوليو، تم تخصيص 120 ألف روبل لصيانة رجال الدين الأرثوذكس في أراضي خولمشينا وبودلاتشيا وبوليسيا.

## روابط خارجية
- الجمهورية الوطنية الأوكرانية والنضال من أجل الاستقلال، 1917-1920 موسوعة الإنترنت لأوكرانيا